# Poculum
Poculum, pocula – element samczych narządów genitalnych u straszyków.
Poculum to zmodyfikowane dziewiąte sternum odwłoka samców, przykrywające otwór narządów genitalnych. Określane też jako "męskie operculum" (ang. male operculum). Jest rodzajem płytki subgenitalnej (lamina subgenitalis).
Poculum podzielone jest zazwyczaj na dwa sternity, z których tylny nosi nazwę "płatka subgenitalnego" (ang. subgenital lobe).
Termin poculum wprowadzony został prawdopodobnie w 1970 roku przez Keya i pierwotnie odnosił się tylko do tylnego sternitu. Jednak w 1989 roku Nichols odniósł w swoim kluczu termin ten do całego IX sternum, podobnie jak Bragg w 1997.